# Jean-Marie Blas de Roblès
Jean-Marie Blas de Roblès (* 1954, Sidi-Bel-Abbès, Alžírsko) je současný francouzský spisovatel a filozof.

## Biografie
Narodil se francouzským rodičům v tehdejší francouzské kolonii v Alžírsku, kde žil do svých sedm let. Vystudoval filozofii na francouzské Sorbonně a historii na Collège de France.

### České překlady
- Ostrov v bodě Nemo[3] (orig. 'L'île du Point Némo'). Brno: Host, 2015. 416 S. Překlad: Ladislav Václavík
- Půlnoční hora[4] (orig. 'La montagne de minuit'). Brno: Host, 2011. 134 S. Překlad: Ladislav Václavík
- Tam, kde jsou tygři domovem[5] (orig. 'Là où les tigres sont chez eux'). Brno: Host, 2010. 680 S. Překlad: Ladislav Václavík